# Phymanthus muscosus
Phymanthus muscosus is een zeeanemonensoort uit de familie Phymanthidae.
Phymanthus muscosus is voor het eerst wetenschappelijk beschreven door Haddon & Shackleton in 1893.